# Jon Huntsman junior

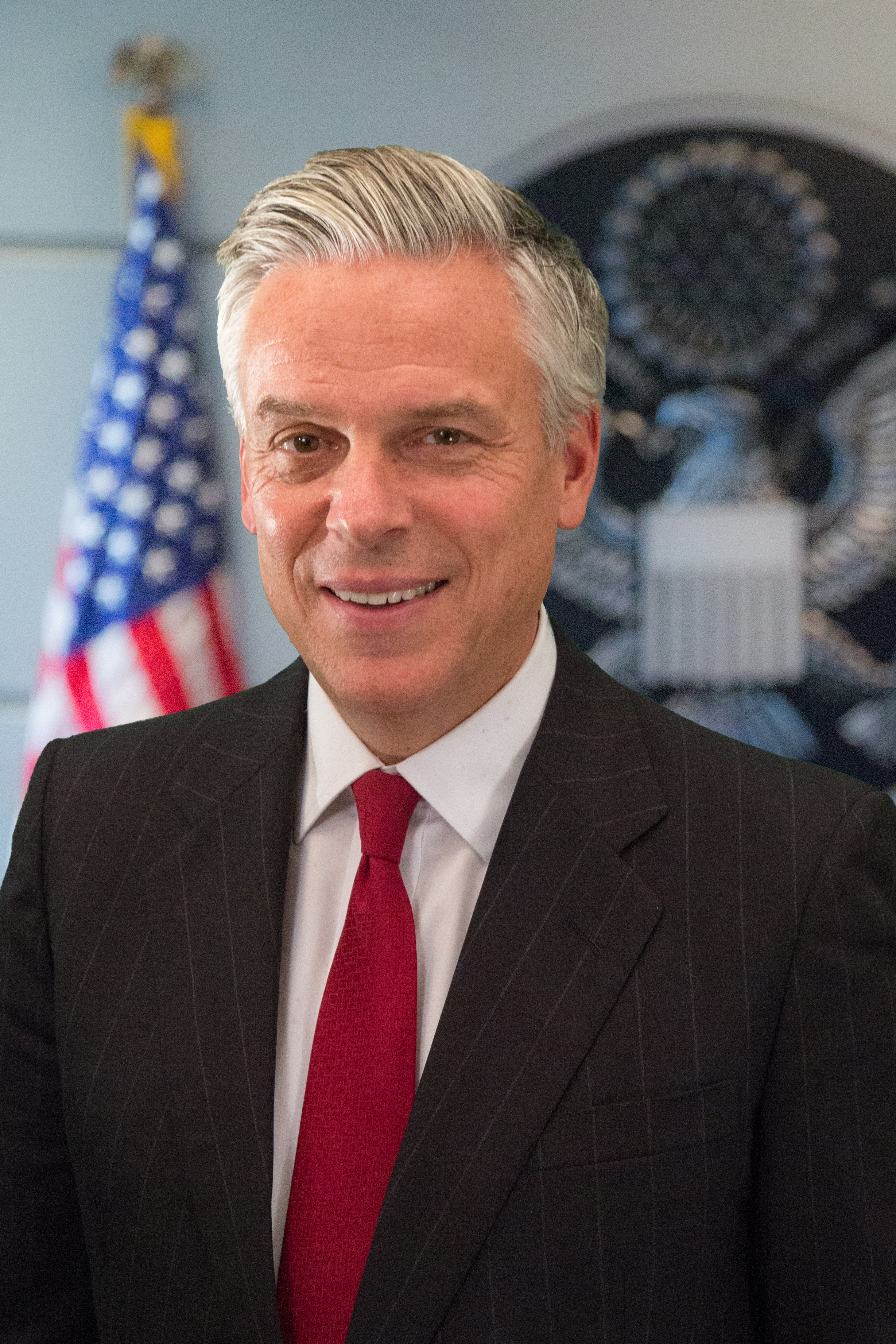
Jon Huntsman (2018)

Jon Meade Huntsman junior (* 26. März 1960 in Palo Alto, Kalifornien) ist ein US-amerikanischer Politiker (Republikanische Partei) und Diplomat. Nachdem er von 2005 bis 2009 als 16. Gouverneur des Bundesstaates Utah amtiert hatte, war er von 2009 bis 2011 US-Botschafter in der Volksrepublik China sowie von 2017 bis 2019 in Russland. Zudem bewarb er sich um die Kandidatur der Republikaner bei der Präsidentschaftswahl 2012, beendete seine Kandidatur wegen der für ihn enttäuschenden Ergebnisse der Vorwahlen in New Hampshire jedoch am 16. Januar 2012.

## Werdegang
Huntsmans Vorfahren wohnen seit sechs Generationen in Utah. Sein Großvater war Mitglied im Kollegium der Zwölf Apostel der Kirche Jesu Christi der Heiligen der Letzten Tage (Mormonen), der auch Huntsman angehört. Huntsmans gleichnamiger Vater Jon Huntsman senior ist Gründer der Huntsman Corporation. Mit seiner Frau Mary Kaye hat er sieben Kinder, davon jeweils ein aus China und Bangladesch adoptiertes. Seine Tochter Abby Huntsman ist Journalistin und Co-Moderatorin der ABC-Sendung The View und von 2016 bis 2018 der Fox-News-Sendung Fox & Friends.
Huntsman war als Missionar in Taiwan, wobei er Hochchinesisch lernte. Er studierte an der University of Utah und danach an der University of Pennsylvania, wo er einen Bachelor-Abschluss erlangte. Danach schlug er eine berufliche Laufbahn als Geschäftsmann ein und wurde Vorsitzender der Huntsman Corporation, einem multinationalen Chemieunternehmen mit Sitz in Salt Lake City. Sein erstes politisches Amt bekleidete er als Mitglied im Stab von US-Präsident Ronald Reagan. Unter dessen Nachfolger George Bush amtierte Huntsman als Unterstaatssekretär im Handelsministerium.
Vor seiner Wahl zum Gouverneur von Utah im Jahr 2004 bekleidete Huntsman den Posten des stellvertretenden US-Handelsvertreters. Bei seiner ersten Kandidatur gewann er mit 57 Prozent der Stimmen gegen den Demokraten Scott Matheson; im November 2008 wurde er mit 77 Prozent der Stimmen gegen Bob Springmeyer gewählt.
Im Jahr 2009 wurde Huntsman von Präsident Barack Obama zum US-Botschafter in der Volksrepublik China nominiert. Dieses Amt trat er im August 2009 in Peking an; sein Nachfolger als Gouverneur in Utah wurde der vorherige Vizegouverneur Gary R. Herbert. Huntsman erklärte seinen Rücktritt vom Botschafterposten zum 30. April 2011, da er sich um die Kandidatur der Republikaner bei der Präsidentschaftswahl 2012 bewarb. Sein Nachfolger in Peking wurde Gary Locke.
Am 15. Januar 2014 übernahm Huntsman den Vorsitz des Atlantic Council, einer einflussreichen Institution zur Wahrung der „US-Führerschaft“ in internationalen Belangen mit engen Verbindungen zu politischen Entscheidungsträgern in aller Welt.
US-Präsident Donald Trump nominierte ihn am 18. Juli 2017 als künftigen Botschafter der Vereinigten Staaten in Russland.
Huntsman war zum Zeitpunkt seiner Berufung zum US-Botschafter in Moskau unter anderem Mitglied in den Aufsichtsräten des Energiekonzerns Chevron, des Automobilherstellers Ford und der Hotelkette Hilton. Wie schon zuvor bei seinem Posten in Peking trat Huntsman auch in Moskau vorzeitig zurück. Sein Nachfolger wurde John J. Sullivan.
Am 1. November 2019 verlieh US-Außenminister Mike Pompeo ihm den Distinguished Service Award, die höchste Auszeichnung des State Department. Kurz darauf erklärte Huntsman, dass er sich bei der Wahl im November 2020 wieder um das Amt des Gouverneurs von Utah bewerben werde. Er wollte damit seinen Nachfolger Gary Herbert beerben, der nicht erneut kandidierte, verlor aber die Vorwahl gegen Spencer Cox.

## Frühes Leben und Bildung
Huntsman wurde am 26. März 1960 in Redwood City, Kalifornien, geboren. Sein Vater, Jon Huntsman Sr., war ein Geschäftsmann, der später durch das von ihm gegründete Unternehmen, die Huntsman Corporation, die in den 1970er Jahren Erfolge bei der Herstellung von generischen Styroporkartons für McDonald’s und andere Fast-Food-Unternehmen erzielte und sich in den 1990er Jahren zu einem der größten petrochemischen Unternehmen der Vereinigten Staaten entwickelte, Milliardär wurde. Seine Mutter ist Karen Huntsman (geb. Haight), Tochter des LDS-Kirchenapostels David B. Haight. Durch seinen Vater ist Huntsman der Ur-Ur-Urenkel des frühen LDS-Kirchenführers Parley P. Pratt.
1975 erwarb Huntsman als Eagle Scout den höchsten Rang der Boy Scouts of America. Huntsman besuchte die Highland High School in Salt Lake City, brach diese jedoch vor seinem Abschluss ab, um als Keyboarder in einer Rockband aufzutreten. Huntsman erhielt später einen G.E.D. und schrieb sich an der University of Utah ein, wo er, wie sein Vater, Mitglied der Sigma-Chi-Bruderschaft wurde. Huntsman diente zwei Jahre lang als Missionar für die Kirche Jesu Christi der Heiligen der Letzten Tage in Taiwan und wechselte später an die University of Pennsylvania, wo er 1987 einen Bachelor of Arts in internationaler Politik erhielt.

## Politische Karriere

### Frühe Karriere
Als der junge Huntsman 1971 während einer Dienstes seines Vaters als Sonderassistent des Präsidenten das Weiße Haus besuchte, vertraute Henry Kissinger dem 11-Jährigen an, dass er heimlich nach China reisen werde. 1983 arbeitete Huntsman als Mitarbeiter des Weißen Hauses in der Verwaltung von Präsident Ronald Reagan. Von 1987 bis 1988 lebten und arbeiteten Huntsman und seine Familie in Taipeh, Taiwan. Während der Präsidentschaftswahlen 1988 war er Staatsdelegierter im Nationalkonvent der Republikaner 1988.

### George H. W. Bush-Regierung
Unter Präsident George H. W. Bush war Huntsman von 1989 bis 1990 stellvertretender Assistant Secretary der International Trade Administration und diente anschließend von 1990 bis 1991 als Deputy Assistant Secretary of Commerce für ostasiatische und pazifische Angelegenheiten. Im Juni 1992 ernannte Bush Huntsman zum US-Botschafter in Singapur. Im August wurde seine Ernennung einstimmig vom US-Senat bestätigt. Mit 32 Jahren wurde er der jüngste US-Botschafter seit über 100 Jahren.
Im Januar 2001, nachdem George W. Bush sein Amt als Präsident angetreten hatte, berichtete die Washington Post, es bestehe die große Wahrscheinlichkeit, dass Huntsman zum neuen Botschafter der Vereinigten Staaten in China ernannt werden würde. Im März lehnte er Berichten zufolge die Ernennung zum US-Botschafter in Indonesien ab. Am 28. März ernannte Bush Huntsman zu einem von zwei stellvertretenden Handelsbeauftragten in seiner Regierung; in dieser Funktion war er von 2001 bis 2003 tätig.

### Gouverneur von Utah
Im März 2003 trat Huntsman von seinem Posten in der Bush-Regierung zurück. Mitte August beschloss der amtierende Gouverneur von Utah Michael Leavitt, zu dessen starken Unterstützern Huntsman zählte, nach drei Amtszeiten, nicht mehr für eine Wiederwahl zu kandidieren, um Administrator der Umweltschutzbehörde in der Bush-Regierung zu werden. Kurz darauf reichte Huntsman Unterlagen ein, um für das Amt des Gouverneurs von Utah zu kandidieren. In der Vorwahl der Republikaner im Juni 2004 schlug Huntsman den Abgeordneten Nolan Karras mit 66 zu 34 % der Stimmen. Im November 2004 gewann Huntsman mit 58 % der Stimmen die Wahl zum Gouverneur gegen Scott Matheson Jr. von den Demokraten. 2008 gewann Huntsman die Wiederwahl mit 77,7 % der Stimmen gegen Bob Springmeyer von den Demokraten. Huntsman behielt als Gouverneur von Utah hohe Zustimmungsraten und erreichte zeitweise 90 % Zustimmung. Er verließ das Amt mit einer Zustimmungsrate von über 80 % Utah wurde vom Pew Research Center on the States zum am besten verwalteten Bundesstaat ernannt. Nach seiner Amtszeit als Gouverneur zählte Utah zu den drei wirtschaftsfreundlichsten Bundesstaaten. Eine Bewertung des Cato Institute im Jahr 2006 gab Huntsman die Gesamtnote „B“ für seine Finanzpolitik; das Institut gab ihm ein „A“ für seine Steuerpolitik und eine „F“ für die Ausgabenpolitik. Utah zählte während Huntsmans Amtszeit zu den Bundesstaaten mit dem höchsten Beschäftigungswachstum in den USA. Der Bund der Steuerzahler in Utah schätzt, dass „die Steuersenkungen von 2005 bis 2007 insgesamt 407 Millionen USD betrugen“. Huntsman schlug vor, die Franchise-Steuer für kleine Unternehmen, die weniger als 5 Millionen USD verdienen, abzuschaffen. Während seiner Amtszeit als Gouverneur gelang es ihm, dass Utah seine progressive Einkommensteuer durch einen Spitzensteuersatz von 7 % durch eine Pauschalsteuer von 5 % ersetzte, den landesweiten Verkaufssteuersatz von 4,75 % auf 4,65 % und die Verkaufssteuer auf nicht zubereitete Lebensmittel von 4,70 % auf 1,75 % senkte und die Kfz-Zulassungsgebühren erhöhte. Er schlug eine Erhöhung der Zigarettensteuer um 400 % vor, aber die Maßnahme wurde nie gesetzlich verankert. Im Jahr 2008 schlug er nacheinander Steuergutschriften für Familien vor, die eine eigene Krankenversicherung abschließen, sowie Einkommensteuergutschriften für Kapitalerträge und Solarprojekte.
Während der Amtszeit Huntsmans stieg der Staatshaushalt von 8,28 auf 11,57 Milliarden USD.
Huntsman unterstützte den Emissionsrechtehandel und unterzeichnete als Gouverneur die Western Climate Initiative. Er sprach sich auch für eine Erhöhung des bundesstaatlichen Mindestlohns aus. Außerdem beschnitt er einige Vorschriften, darunter die sehr strengen Alkoholgesetze Utahs. 2007 unterzeichnete er den Parent Choice in Education Act (Gesetz über die Wahlfreiheit der Eltern im Bildungswesen), von dem er sagte, er sei „der bisher größte Bildungsgutschein-Gesetzentwurf in den Vereinigten Staaten“. Dieses massive Schulwahlprogramm sieht Stipendien von 500 bis 3000 USD vor, um Eltern zu helfen, ihre Kinder auf die Privatschule ihrer Wahl zu schicken. Das Programm steht allen derzeitigen öffentlichen Schulkindern sowie einigen Kindern, die bereits eine Privatschule besuchen, offen. Das Gutscheingesetz wurde später in einem öffentlichen Referendum aufgehoben.
Huntsman war einer von John McCains frühesten Unterstützern in dessen Präsidentschaftswahlkampf 2008. Huntsman half McCain beim Wahlkampf in New Hampshire und anderen frühen Vorwahlstaaten und begleitete ihn zweimal in den Irak, u. a. an Thanksgiving 2007. Auf der Republikanischen Nationalversammlung 2008 hielt Huntsman eine Nominierungsrede für Sarah Palin, die Gouverneurin Alaskas und republikanische Kandidatin für das Amt des Vizepräsidenten. Huntsman trug auch dazu bei, mehr als 500.000 USD für McCains Präsidentschaftskampagne 2008 aufzubringen. Zu McCains Niederlage bemerkte Huntsman später: „Wir blicken im Grunde auf eine demografische Verschiebung, wie wir sie in Amerika noch nie erlebt haben.“

### Botschafter in China
Präsident Barack Obama ernannte Jon Huntsman am 16. Mai 2009 zum Botschafter der Vereinigten Staaten in China und verwies auf seine Erfahrung in der Region und seine Kenntnisse in Hochchinesisch. Seine Nominierung wurde dem Senat am 6. Juli 2009 formell überreicht. Am 23. Juli 2009 erschien er vor dem Ausschuss für auswärtige Beziehungen des Senats, der seine Nominierung am 4. August 2009 dem gesamten Senat zustimmend zur Kenntnis brachte. Am 7. August 2009 bestätigte der Senat Huntsman einstimmig, und er trat formell als Gouverneur von Utah zurück und wurde am 11. August 2009 als Botschafter in China vereidigt.
Im Februar 2011 machte Huntsman einen umstrittenen Besuch an dem Ort eines geplanten pro-demokratischen Protests in Peking. Der Sprecher der US-Botschaft in China erklärte, Huntsman habe von dem geplanten Protest nichts gewusst und sei zufällig bei einem Familienausflug durch die Gegend spaziert.
Huntsman verkündete im Januar 2011 seinen Rücktritt vom Amt des Botschafters, um in die Vereinigten Staaten zurückzukehren und eine Präsidentschaftskandidatur für 2012 zu prüfen.

### Präsidentschaftswahlkampf 2012

#### Hintergrund
Huntsmans Name erschien bereits 2008 und 2009 auf den Listen potenzieller republikanischer Kandidaten für die Präsidentschaftswahlen 2012.

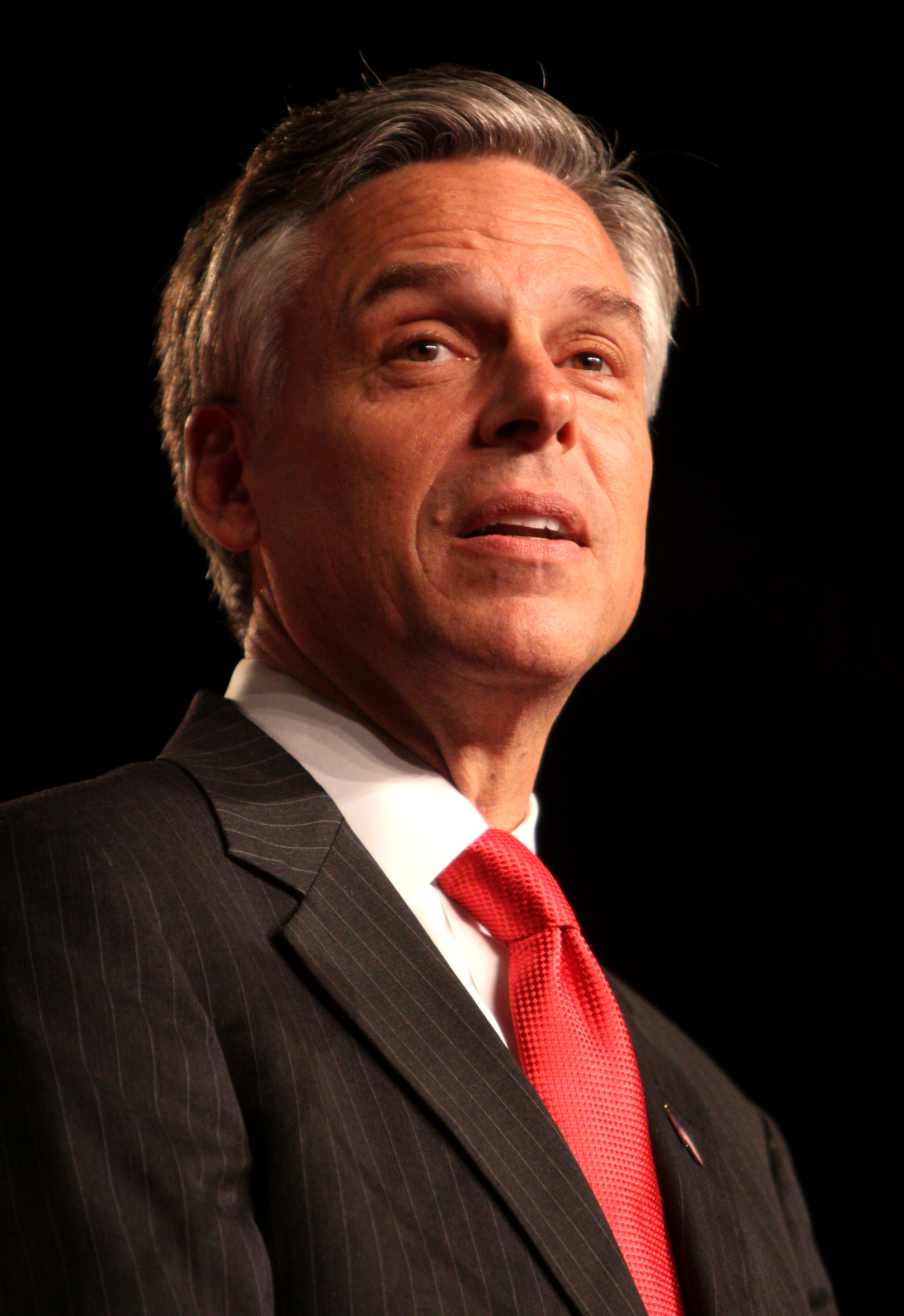
Huntsman spricht im September 2011 auf einer politischen Konferenz in Orlando, Florida.

Im August 2010 bildete eine Gruppe politischer Berater im Umfeld von Huntsman ein politisches Aktionskomitee namens Horizon PAC. Am 22. Februar 2011 startete Horizon PAC seine offizielle Website und erklärte, dass es „marktwirtschaftliche Werte, eine prinzipientreue Führung und ein Engagement für langfristige Lösungen“ unterstütze.
Am 3. Mai 2011 gründete er ein offizielles Komitee für politische Spendenaktionen, das auf den Bemühungen des zuvor gegründeten PAC von Horizon aufbaute. Am 18. Mai 2011 eröffnete Huntsman sein Hauptquartier für die nationale Kampagne 2012 in Orlando, Florida. Am 21. Juni 2011 trat Huntsman offiziell in das Rennen um die republikanische Präsidentschaftskandidatur ein und kündigte seine Kandidatur in einer Rede im Liberty State Park in New Jersey mit der Freiheitsstatue im Hintergrund an – dem gleichen Ort, an dem Ronald Reagan 1980 seine Kampagne gestartet hatte.
Huntsman versuchte, sich als anti-negativer Kandidat zu etablieren und einen „Königsweg“ einzuschlagen. In seiner Ankündigung erklärte er auch: „Ich glaube nicht, dass man den Ruf von jemandem herabsetzen muss, um für das Amt des Präsidenten zu kandidieren“. Huntsman warb aggressiv für sich selbst als Steuerkonservativer, indem er beträchtliche Steuererleichterungen für Unternehmen und Privatpersonen sowie eine gemäßigte Außenpolitik versprach, und forderte die Senkung der Verteidigungsausgaben und einen Rückzug aus Afghanistan sowie stärkeren Druck auf den Iran und mehr Unterstützung für Israel.
Huntsman konzentrierte seine Energie und Ressourcen auf die Vorwahl in New Hampshire. Am 18. Oktober 2011 boykottierte er die republikanische Präsidentschaftsdebatte in Las Vegas aus Rücksicht auf New Hampshire, das in einen politischen Terminkonflikt mit Nevada verwickelt war. Huntsman wurde schließlich Dritter in New Hampshire und gab das Ende seiner Kampagne am 16. Januar 2012 bekannt. Danach unterstützte er Mitt Romney.

### Politik nach dem Wahlkampf
Einen Monat nach dem Ausscheiden aus dem Rennen 2012 erklärte Huntsman, dass in Amerika eine dritte Partei nötig sei, da „die wirklichen Probleme nicht angegangen würden und es an der Zeit sei eine Alternative zu bieten.“ Eine Kandidatur 2012 als dritter Präsidentschaftskandidat schloss er jedoch aus. Anfang Juli 2012 kündigte Huntsman an, dass er zum ersten Mal seit seiner Teilnahme als Reagan-Delegierter im Jahr 1984 nicht am Nationalkongress der Republikaner teilnehmen werde. Er erklärte, „er würde weder am diesjährigen Parteitag noch an irgendeinem republikanischen Parteitag in der Zukunft teilnehmen, bis sich die Partei auf eine größere, mutigere, zuversichtliche Zukunft für die Vereinigten Staaten konzentriert.“
Im Januar 2014 wurde Huntsman zum Vorsitzenden des Atlantic Council ernannt. In einem Interview mit Politico gab er an, dass er bei den Präsidentschaftswahlen 2016 nicht kandidieren würde.
Im April 2016 beschloss Huntsman, den republikanischen Kandidaten Donald Trump zu unterstützen, zog seine Unterstützung jedoch nach der „Access Hollywood Kontroverse“ zurück. Huntsman verteidigte Trump jedoch später in Interviews mit FOX News und der New York Times in Bezug auf Trumps Entgegennahme eines Glückwunschtelefonats des Präsidenten von Taiwan noch während des Übergangprozesses. Huntsman hielt die Kritik für überzogen und erklärte, dass „Trumps unkonventioneller Stil die Gelegenheit für eine Verschiebung der Asienbeziehungen in zukünftigen Gesprächen mit China bieten könne.“
Im November 2016 gab Huntsman an, dass er eine Kandidatur für den US-Senat im Jahr 2018 in Betracht ziehen würde. Letztendlich entschied er sich jedoch dazu, nicht für einen Sitz zu kandidieren.
Huntsman war zusammen mit Dennis C. Blair Co-Vorsitzender der Kommission für den Diebstahl von amerikanischem geistigem Eigentum. Die Kommission ist eine unabhängige und parteiübergreifende Initiative des öffentlichen und privaten Sektors. Ihre Aufgabe ist es, das Ausmaß des internationalen Diebstahls geistigen Eigentums, insbesondere durch China, zu dokumentieren und zu bewerten und geeignete politische Antworten vorzuschlagen. Nach der Analyse der Kommission haben die USA durch illegale Technologietransfers nach China bis zu 600 Milliarden USD verloren, so Huntsman.

„Huntsman sagte ebenfalls: Der umfangreiche, illegale Transfer amerikanischer Innovationen ist eines der bedeutendsten wirtschaftlichen Probleme, dass die Wettbewerbsfähigkeit der USA beeinträchtigt und das die Nation nicht vollständig angegangen hat. Es … muss eine Top-Priorität der neuen Regierung im Jahr 2016 sein.“

### Botschafter in Russland
Am 3. Dezember 2016 berichtete die Associated Press, dass Huntsman von Donald Trump und dem Trump-Übergangsteam als mögliche Wahl für das Amt des Außenministers der Vereinigten Staaten im Jahr 2017 in Betracht gezogen wurde, allerdings wurde 10 Tage später Rex Tillerson gewählt.
Am 8. März 2017 wurde berichtet, dass Huntsman die Position des Botschafters der Vereinigten Staaten in Russland angenommen hatte. Während seiner Anhörung vor dem Senat sagte Huntsman: „Es steht außer Frage, dass sich die russische Regierung in die US-Wahl eingemischt hat“ im Jahr 2016. Er sagte auch, die Beziehung zwischen den beiden Ländern sei „eine der folgenreichsten und komplexesten außenpolitischen Herausforderungen, denen wir gegenüberstehen.“ Huntsman wurde am 28. September 2017 einstimmig vom Senat bestätigt.
Während seiner Zeit als Botschafter berichtete Huntsman, dass er Zugang zu hochrangigen russischen Beamten hatte, was nach seinen Angaben während seiner Botschaftertätigkeit in China nicht immer der Fall war. Er äußerte auch den Wunsch, die Fehler der Vergangenheit in der Beziehung nicht zu wiederholen, und erklärte: „In den vergangenen Jahren hat jede neue Administration versucht, einen Reset oder eine Art Neuanfang zu machen. (…) Lassen Sie uns die Zyklen der Vergangenheit nicht wiederholen, denn in jedem Fall (…) konnten diese Neustarts nicht aufrechterhalten werden. Fangen wir gar nicht erst mit diesem Gedanken an; keine Resets, keine Wiederholungen. Nehmen Sie die Beziehung einfach so, wie sie ist, klar und realistisch.“
Huntsman reichte am 6. August 2019 seinen Rücktritt als US-Botschafter in Russland bei Präsident Trump ein, der am 3. Oktober 2019 wirksam wurde.

### Gouverneurswahlkampf 2020 in Utah
Nach seinem Rücktritt als US-Botschafter in Russland im August 2019 spekulierten viele, dass Huntsman eine erneute Kandidatur für das Amt des Gouverneurs von Utah in Erwägung zog. Eine Umfrage vom Oktober 2019 unter den Wählern von Utah zeigte Huntsman als Favoriten unter mehreren möglichen Gouverneurskandidaten. Am 14. November 2019 gab Huntsman im Radiosender KSL bekannt, dass er bei der Wahl 2020 für das Amt des Gouverneurs von Utah kandidieren werde. In den sechs Wochen zwischen Huntsmans Ankündigung und dem Jahresende 2019 sammelte Huntsmans Kampagne 520.000 USD und besuchte alle 29 Counties von Utah.
Seine Tochter, Abby Huntsman, kündigte im Januar 2020 an, dass sie ihre Position bei The View aufgeben würde, um sich seiner Gouverneurskampagne als leitende Beraterin anzuschließen. Am 7. Februar 2020 gab Huntsman bekannt, dass die Bürgermeisterin von Provo, Michelle Kaufusi, seine Vize-Kandidatin bei der Gouverneurswahl sein würde. Eine Umfrage unter möglichen Wählern im Februar zeigte, dass Huntsman das Rennen mit 32 % Unterstützung anführte, während 31 % noch unentschieden waren. Die Vorwahl gewann jedoch Spencer Cox mit 36,4 % der Stimmen gegen Huntsmans 34,6 %.

## Politische Positionen
Huntsman wurde beschrieben als „ein konservativer optimistischer Technokrat mit moderaten Positionen, der bereit war, mit Präsident Barack Obama substanziell zusammenzuarbeiten.“ Er unterschrieb 2013 eine Petition, die die Heirat von gleichgeschlechtlichen Paaren befürwortete. Zuvor hatte Huntsman sich lange dagegen ausgesprochen. Er sprach sich gegen Abtreibung aus, kritisierte die Gesundheitsreform Obamacare und befürwortete das US-Waffenrecht.
Er selbst identifiziert sich als Mitte-Rechts-Konservativer.
Während seiner ersten Amtszeit als Gouverneur von Utah zählte Huntsman die wirtschaftliche Entwicklung, eine Gesundheitsreform sowie Bildung und Energiesicherheit zu seinen obersten Prioritäten. Er verantwortete Steuersenkungen und setzte sich dafür ein, die Erbringung von staatlichen Dienstleistungen neu zu organisieren, damit die Regierung nicht von der schnell wachsenden Bevölkerung des Staates überfordert würde.

„Der Aufbau einer siegreichen Koalition zur Bewältigung der sich abzeichnenden Finanz- und Vertrauensdefizite wird für Republikaner unmöglich sein, wenn wir weiterhin breite Bevölkerungsschichten entfremden. Wir müssen glückliche Krieger sein, die sich weigern, diejenigen zu tolerieren, die hispanische Stimmen wollen, aber keine hispanischen Nachbarn. - Jon Huntsman Jr.“

### Gesundheitswesen
Während seiner Zeit als Gouverneur von Utah schlug Huntsman einen Plan zur Reform des Gesundheitswesens vor, hauptsächlich durch den privaten Sektor, durch Steuererleichterungen und Verhandlungen, um Kosten niedrig zu halten.
Im Jahr 2007 sagte Huntsman auf die Frage nach einer Krankenversicherungspflicht: „Ich fühle mich wohl mit einer Verpflichtung – Sie können es nennen, wie Sie wollen, aber irgendwann müssen wir uns ernsthaft damit auseinandersetzen, wie wir mit diesem Thema umgehen“. Die Gesundheitsreform, die in Utah unter Huntsman verabschiedet wurde, enthielt keine Krankenversicherungspflicht.

### Finanzpolitik
Bei einer Bewertung der Finanzpolitik der US-Gouverneure im Jahr 2008 lobte das libertäre Cato-Institut Huntsmans konservative Steuerpolitik und reihte ihn auf Platz fünf in der Gesamtwertung für Finanzpolitik ein. Er wurde insbesondere für seine Bemühungen um Steuersenkungen gelobt. Der Bericht hob insbesondere seine Senkungen der Umsatzsteuer und die Vereinfachung des Steuergesetzbuches hervor. Der Bericht kam jedoch auch zu dem Schluss: „Leider hat Huntsman den Ball bei den Ausgaben völlig fallen gelassen, da die Pro-Kopf-Ausgaben während seiner Amtszeit jährlich um etwa 10 % gestiegen sind.“ Der Bericht definiert seine Steuerpolitik als „unternehmensfreundlich“.
Im Rahmen seiner Präsidentschaftskampagne behauptete Huntsman, dass „unser Steuergesetzbuch sich in ein Labyrinth von Ausnahmeregelungen für Sonderinteressen, Schlupflöchern und temporären Bestimmungen verwandelt hat, deren Einhaltung die Steuerzahler mehr als 400 Milliarden USD pro Jahr kostet“. Der Kandidat rief dazu auf, „alle Steuervergünstigungen, alle Schlupflöcher, alle Abzüge und alle Subventionen zu streichen. Verwenden Sie das, um die Steuersätze auf breiter Front zu senken. Und tun Sie es auf einer einkommensneutralen Basis“. Darüber hinaus hat Huntsman vorgeschlagen, den Körperschaftsteuersatz von 35 % auf 25 % zu senken, die Körperschaftsteuer auf im Ausland verdientes Einkommen abzuschaffen und eine Steuerbefreiung einzuführen, um Unternehmen zu ermutigen, Gewinne aus Offshore-Steueroasen zurückzugeben. Er sprach sich für eine Abschaffung von Steuern auf Kapitalgewinne und Dividenden aus.

### Soziale Fragen
Als Gouverneur von Utah unterzeichnete Huntsman mehrere Gesetzesvorlagen, um Abtreibungen zu begrenzen. Während des Präsidentschaftswahlkampfes 2012 und als Gouverneur von Utah unterstützte Huntsman Eingetragene Partnerschaften für gleichgeschlechtliche Paare, aber nicht die Gleichgeschlechtliche Ehe.
In einer im Februar 2013 in der Zeitschrift The American Conservative veröffentlichten Stellungnahme aktualisierte Huntsman seine Haltung und erklärte, dass er die gleichgeschlechtliche Ehe unterstütze: "Alle Amerikaner sollten durch das Gesetz gleichbehandelt werden, unabhängig davon, ob sie in einer Kirche, einer anderen religiösen Institution oder in einem Rathaus heiraten. Das bedeutet nicht, dass irgendeine religiöse Gruppe vom Staat gezwungen würde, Beziehungen anzuerkennen, die ihrem Gewissen zuwiderlaufen. Die bürgerliche Gleichheit ist mit der Gewissensfreiheit vereinbar und fördert sie sogar. Im Jahr 2013 war Huntsman Unterzeichner eines Amicus-Curiae-Schriftsatzes, der dem Obersten Gerichtshof zur Unterstützung der gleichgeschlechtlichen Ehe im Fall Hollingsworth v. Perry vorgelegt wurde.

### Umwelt und Energie
Im Jahr 2007 unterzeichnete Huntsman als Antwort auf das Problem der globalen Erwärmung die Western Climate Initiative, mit der Utah sich mit anderen Regierungen zusammenschloss, um gemeinsam Ziele für die Reduzierung der Produktion von Treibhausgasen zu verfolgen. Er erschien auch in einer von Environmental Defense Fund gesponserten Werbung, in der er sagte: „Jetzt ist es an der Zeit, dass der Kongress handelt, indem er die Verschmutzung durch Treibhausgase deckelt.“ Als Reaktion auf die wissenschaftsfeindlichen Kommentare von Rick Perry und anderen republikanischen Präsidentschaftskandidaten erklärte Huntsman 2011, er „glaube an die Evolution und vertraue Wissenschaftlern“ beim Thema Klimawandel. Später kommentierte Huntsman seine Aussage mit den Worten: „Ich hielt es für wichtig, viele republikanische Wähler, die sich sorgen, und viele unabhängige Wähler, die sich sorgen, daran zu erinnern, dass es einen Kandidaten gibt, der an die Wissenschaft glaubt“. Huntsman hat eine Präferenz für internationale Zusammenarbeit beim Umgang mit dem Klimawandel geäußert und erklärt: „Es handelt sich um ein globales Problem. Wir können hier in den Vereinigten Staaten politische Maßnahmen ergreifen, aber ich würde als Land nicht einseitig abrüsten wollen.“

### Außenpolitik
Huntsman hat wiederholt erklärt: „Wir müssen weiterhin eng mit China zusammenarbeiten, um Nordkorea davon zu überzeugen, sein Atomwaffenprogramm aufzugeben“. Er nannte auch Taiwan, Menschenrechte und Tibet als „Felder, auf denen wir Differenzen mit China haben“ und gelobte ein „robustes Engagement“ als Botschafter. Huntsman, der als Mormonen-Missionar in Taiwan lebte, sagte, er fühle sich „persönlich in die friedliche Lösung der gegenseitigen Differenzen eingebunden, und zwar in einer Weise, die die Wünsche der Menschen sowohl auf Taiwan als auch auf dem Festland respektiert“. Im Jahr 2009 sagte er, dass die damalige US-Politik „dieses Ziel unterstütze und ihn der jüngste Abbau der gegenseitigen Spannungen ermutige“.
Huntsman ist ein Unterstützer Israels und hat Israel mehrmals besucht.
Während seiner Gouverneurswahlkampagne 2020, und nach seiner Tätigkeit als Botschafter in Russland, erklärte Huntsman, dass „[die Russen] uns geteilt sehen möchten. Sie wollen einen Keil in die Politik treiben... Das amerikanische Volk begreift nicht die Expertise, die ihnen zur Verfügung steht, um uns zu spalten, um unsere Spaltungen auszunutzen. Sie nutzen beide Seiten eines Themas, um die politische Spaltung zu vertiefen. Sie sind während Massenerschießungen aktiv. Sie sind aktiv während rassistischer Spannungen. Sie nutzen uns aus. Wir denken, dass es Mit-Amerikaner seien, die manchmal extreme Positionen einnehmen. Das sind sie aber nicht.“

### Einwanderung
2005 unterzeichnete Huntsman einen Gesetzentwurf, der Migranten ohne Ausweisdokumente Zugang zu „driving-privilege cards“ verschaffte, mit denen sie zwar Fahrberechtigungen haben, die aber im Gegensatz zu Führerscheinen nicht zu Identifikationszwecken verwendet werden können. In einer Präsidentschaftsdebatte 2011 verteidigte Huntsman diesen Schritt und erklärte, dass „illegale Einwanderer zuvor einen Führerschein erhalten hatten und diesen zu Identifikationszwecken verwendeten. Und ich dachte, das sei falsch. Stattdessen stellten wir eine Fahrberechtigungs-Karte aus, die es in unserem Staat ermöglichte, dass unsere Wirtschaft weiter funktionierte. Und da stand in sehr fetten Buchstaben, dass sie nicht zu Identifikationszwecken verwendet werden durfte. Es war eine pragmatische, von der Kommunalverwaltung gesteuerte Lösung, und sie bewies, dass der zehnte Verfassungszusatz funktioniert.“
Im Juni 2007 drängte Huntsman gemeinsam mit anderen westlichen Gouverneuren den Senat, eine umfassende Einwanderungsreform zu verabschieden. Als Gouverneur drohte Huntsman damit, sein Veto gegen eine Gesetzesvorlage einzulegen, mit der die staatlichen Studiengebühren für illegale Einwanderer abgeschafft werden sollten.
Huntsman hat sich für einen Grenzzaun ausgesprochen und erklärt, dass „als Amerikaner der Gedanke an einen Zaun mich bis zu einem gewissen Grad abstößt … aber die Situation ist so, dass ich glaube, dass wir keine andere Wahl haben.“
Huntsman befürwortet die Gewährung von mehr H-1B-Visa für Ausländer. Huntsman unterstützte auch den DREAM Act, der einen Weg zur Staatsbürgerschaft für junge Menschen vorschlug, die von ihren Eltern illegal in die Vereinigten Staaten gebracht wurden.

## Unternehmerische Karriere
Von 1993 bis 2001 war Huntsman als Manager für die Huntsman Corporation, Vorsitzender der Huntsman Cancer Foundation und CEO der Huntsman Family Holdings Company tätig.
Im Januar 2012 gab das Huntsman Cancer Institute bekannt, dass Huntsman als Nachfolger seines Vaters, der das Institut gegründet hatte, zum Vorsitzenden ernannt wurde.
Huntsman wurde im Februar 2012 in das Board of Directors der Ford Motor Co. berufen. In der Ankündigung wurde der Executive Chairman von Ford, William Clay Ford Junior, zitiert, der Huntsmans globale Kenntnisse und Erfahrungen – insbesondere in Asien – sowie seine Amtszeit als Gouverneur von Utah lobte. Huntsman wurde im April 2012 auch in das Board of Directors von Caterpillar Inc. berufen.
Von 2014 bis 2017 und erneut ab September 2020 war Huntsman Mitglied des Verwaltungsrats der Chevron Corporation.
Huntsman ist einer der Gründungsdirektoren des Pacific Council on International Policy und war in den Vorständen der Brookings Institution, der Carnegie Endowment for International Peace, der Asia Society in New York City und des National Bureau of Asian Research tätig.

## Persönliches Leben
Huntsman hat acht Brüder und Schwestern. Er und seine Frau Mary Kaye haben sieben Kinder: Mary Anne (* 1985), Abigail (* 1986), Elizabeth („Liddy“; * 1988), Jon III (* 1990), William (* 1993), Gracie Mei (* 1999; aus China adoptiert) und Asha Bharati (* 2006; aus Indien adoptiert). Seine Tochter Mary Anne ist mit Evan Morgan, dem Sohn der CNN-Kommentatorin Gloria Borger, verheiratet. Huntsmans Söhne sind beide Absolventen der U.S. Naval Academy und befinden sich im aktiven Dienst. Huntsman ist entfernt verwandt mit dem republikanischen Präsidentschaftskandidaten von 2012, Mitt Romney. Es wird berichtet, dass ihre Beziehung von Rivalität geprägt ist. Nachdem ein Skandal um die Olympischen Winterspiele 2002 in Salt Lake City ausgebrochen war, wurden sowohl Romney als auch Huntsman in Betracht gezogen, das Salt Lake Organisationskomitee für die Spiele zu übernehmen. Nach intensiver Lobbyarbeit wurde Romney ausgewählt, und die Familie Huntsman war Berichten zufolge „wütend“. Als Romney seine Präsidentschaftskandidatur 2008 vorbereitete, begann er, Huntsman in Fragen der Außenpolitik und des Handels zu beraten. Es wurde erwartet, dass Huntsman Romney unterstützen würde; stattdessen unterstützte Huntsman John McCain und wurde einer der nationalen Co-Vorsitzenden der McCain-Kampagne. Huntsman unterstützte Romney bei der Wahl 2012, nachdem er ausgestiegen war.
Huntsman ist ein erklärter Fan des Progressive-Rock-Genres und spielte während der Highschool in der Band Wizard Keyboard. Huntsman spielte während des Konzerts auf der Utah State Fair 2005 für zwei Songs am Klavier bei REO Speedwagon. Huntsman ist ein Fan des Motocross-Fahrens, und er half dabei, Extremsportarten und Outdoor-Sportarten sowie den Tourismus für den Bundesstaat Utah voranzutreiben. Im Oktober 2018 wurde bei Huntsman ein Malignes Melanom im Stadium 1 diagnostiziert und er wandte sich an das Huntsman Cancer Institute für die Behandlung.
Am 10. Juni 2020 verkündete Huntsman, dass er positiv auf COVID-19 getestet wurde.

### Religiöse Ansichten
Huntsman ist Mitglied der Kirche Jesu Christi der Heiligen der Letzten Tage (LDS) und diente einer kirchlichen Mission in Taiwan. In einem Interview im Mai 2011 erklärte Huntsman: „Ich glaube an Gott. Ich bin ein guter Christ. Ich bin sehr stolz auf mein mormonisches Erbe. Ich bin Mormone“. In einem Interview mit dem Time Magazine erklärte er, dass er sich selbst für mehr spirituell als religiös halte, und im Dezember 2010 sagte er in Newsweek, dass die LDS-Kirche kein Monopol auf sein spirituelles Leben habe. Huntsman lehnt die Vorstellung ab, dass sich Glaube und Evolution gegenseitig ausschließen. Er sagte 2011: „In dem Moment, in dem die Republikanische Partei … zur wissenschaftsfeindlichen Partei wird, haben wir ein riesiges Problem. Wir verlieren eine ganze Reihe von Menschen, die uns sonst erlauben würden, die Wahl 2012 zu gewinnen“.

## Auszeichnungen
Huntsman wurden 11 Ehrendoktortitel verliehen, darunter ein Ehrendoktortitel für öffentlichen Dienst vom Snow College im Jahr 2005, ein Ehrendoktortitel für Naturwissenschaften vom Westminster College im Jahr 2008, ein Ehrendoktortitel für Geisteswissenschaften von der University of Utah im Jahr 2010, ein Ehrendoktortitel für Rechtswissenschaften von der University of Pennsylvania im Jahr 2010, und ein Ehrendoktortitel für Recht von der Southern New Hampshire University im Jahr 2011. Er erhielt außerdem die Ehrendoktorwürde von der University of Washington, der University of Arizona, der Utah State University und der University of Wisconsin–Madison. Er wurde von der Studentenverbindung Sigma Chi als Significant Sig ausgezeichnet.
2000 erhielt er die Ehrenbürgerschaft der armenischen Stadt Gjumri.
Im Jahr 2007 wurde Huntsman von den Boy Scouts of America (BSA) der Distinguished Eagle Scout Award verliehen.